# Aarno Yrjö-Koskinen
Aarno Armas Sakari Yrjö-Koskinen (Helsinque, 9 de dezembro de 1885 – Estocolmo, 8 de junho de 1951) foi um advogado e diplomata finlandês que serviu como ministro das Relações Exteriores.

## Vida
Aarno nasceu em Helsinque, em 9 de dezembro de 1885, pertencente a uma família proeminente de estadistas. Seu pai, Yrjö Yrjö-Koskinen, foi um professor universitário que também serviu no Senado da Finlândia nos anos de 1908 e 1909. Seu avô, Yrjö Sakari, destacou-se como uma figura importante no Partido Finlandês.
Aarno concluiu seus estudos na escola secundária de Helsinque em 1904, prosseguindo para a universidade, onde obteve seu diploma de bacharel em filosofia em 1908. Continuou seus estudos até 1913, quando se graduou em direito. Em 1915, alcançou o título de mestre em direito (''varatuomari). Após concluir sua formação, iniciou sua carreira profissional como copista no departamento econômico do Senado em 1916. No mesmo ano, tornou-se secretário no departamento civil do órgão. No entanto, dois anos depois, mudou-se para Paris para assumir o cargo de assistente na Embaixada Finlandesa. Em 1920, foi promovido a secretário. Sua estadia na cidade francesa perdurou por dois anos, retornando à Helsinque em 1921.
De volta à sua terra natal, Aarno  continuou sua trajetória na política externa, assumindo rapidamente o posto de chefe do departamento político do Ministério das Relações Exteriores. Dois anos mais tarde, foi nomeado secretário do ministério, além de chefe da seção de países orientais do departamento político. Em 1924, ascendeu ao cargo de chefe do departamento político e comercial do ministério e, em seguida, chefe de gabinete, em 1927, sendo promovido a embaixador em Moscou.
Aarno desempenhou o papel de ministro das Relações Exteriores no segundo governo de Juho Sunila de 1931 a 1932. Durante esse período, foi um dos principais responsáveis pela assinatura do pacto de não agressão com a União Soviética.
Após liderar a política externa da Finlândia, Aarno prosseguiu sua carreira como diplomata, ocupando cargos de embaixador em Ancara, Haia e Teerã. Depois de adoecer, mudou-se em 1951 para receber tratamento em Estocolmo, onde veio a falecer aos 65 anos de idade.